# Lauro Penteado
Lauro Penteado é um distrito do município brasileiro de Clementina, no interior do estado de São Paulo.

## História

### Origem
O distrito teve origem no povoado de Maravilha, no município de Coroados. Quando da criação do distrito em 1937 seu nome foi alterado para Lauro Penteado, uma homenagem da Comissão de Estatística da Assembleia Legislativa do Estado de São Paulo à Lauro de Barros Penteado, estudante do curso de Engenharia da Universidade Mackenzie de São Paulo, que foi morto no dia 17 de setembro de 1932 em uma trincheira às margens do Rio das Almas no setor sul de operações da Revolução Constitucionalista de 1932.

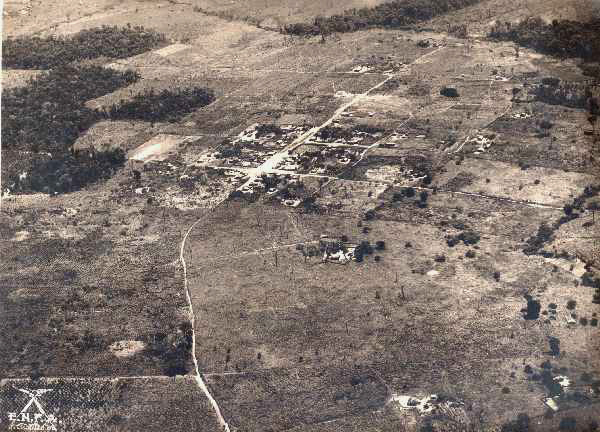
Vista aérea (1940).

### Formação administrativa
- Distrito criado pela Lei nº 3.124 de 10/11/1937, no município de Coroados[4].
- Foi extinto pelo Decreto-Lei n° 14.334 de 30/11/1944, e seu território foi anexado ao novo distrito de Clementina[5].
- Distrito criado novamente pela Lei n° 2.456 de 30/12/1953, com sede no povoado de igual nome e com território desmembrado do distrito de Clementina[6][7].
- Decreto nº 23.525 de 10/08/1954 - Cria a 1.ª subdelegacia de polícia do distrito de Lauro Penteado, no município de Clementina[8].

## Geografia

### Demografia

#### População urbana
| Crescimento população urbana | Crescimento população urbana | Crescimento população urbana | Crescimento população urbana |
| Censo                        | Pop.                         |                              | %±                           |
| ---------------------------- | ---------------------------- | ---------------------------- | ---------------------------- |
| 1940                         | 275                          |                              | —                            |
| 1960                         | 221                          |                              | —                            |
| 1970                         | 187                          |                              | −15,4%                       |
| 1980                         | 159                          |                              | −15,0%                       |
| 1991                         | 93                           |                              | −41,5%                       |
| 2000                         | 70                           |                              | −24,7%                       |
| 2010                         | 148                          |                              | 111,4%                       |
| Fonte: IBGE e Fundação SEADE |                              |                              |                              |

#### População total
Pelo Censo 2010 (IBGE) a população total do distrito era de 215 habitantes.

### Área territorial
A área territorial do distrito é de 25,696 km².

### Rodovias
O principal acesso ao distrito é a Rodovia Dep. Jorge Maluly Netto (SP-463).

## Serviços públicos

### Registro civil
Atualmente é feito na sede do município, pois o Cartório de Registro Civil das Pessoas Naturais do distrito foi extinto pela Resolução nº 1 de 29/12/1971 do Tribunal de Justiça do Estado de São Paulo, e seu acervo foi recolhido ao cartório do distrito sede.

### Saneamento
O serviço de abastecimento de água é feito pela Prefeitura Municipal de Clementina.

### Energia
A responsável pelo abastecimento de energia elétrica é a CPFL Paulista, distribuidora do grupo CPFL Energia.

## Religião
O Cristianismo se faz presente no distrito da seguinte forma:

### Igreja Católica
- A igreja faz parte da Diocese de Lins[18].

### Igrejas Evangélicas
- Assembleia de Deus - O distrito possui uma congregação da Assembleia de Deus Ministério do Belém, vinculada ao Campo de Piacatu[19][20][21]. Por essa igreja, através de um início simples, mas sob a benção de Deus, a mensagem pentecostal chegou ao Brasil. Esta mensagem originada nos céus alcançou milhares de pessoas em todo o país, fazendo da Assembleia de Deus a maior igreja evangélica do Brasil[22].